# Ptilinop de clatell negre
El ptilinop de clatell negre (Ptilinopus melanospilus) és una espècie d'ocell de la família dels colúmbids (Columbidae) que habita boscos clars i matolls de l'arxipèlag Malai, a Java i les illes Petites de la Sonda des de Bali fins Alor, illes Filipines, a Palawan, Mindanao, Basilan i arxipèlag de Sulu, Sulawesi i illes properes, i les illes Moluques, a les illes Sula i Seram.